# BR-155
A BR-155 é uma rodovia federal brasileira, de orientação longitudinal, que estende-se pela seção sudeste do estado do Pará, ligando as localidades entre Redenção e Marabá. Sua extensão é de aproximadamente 344.5 Km.
No ano de 2010, a então parte sul da rodovia estadual Paulo Fontelles (PA-150), foi federalizada tornando-se a BR-155. A PA-150 era considerada a estrada-tronco do Pará porque formava um importante eixo de integração com outras rodovias que interligava o estado ao restante do território nacional.

## Percurso
A partir do km 0 em Marabá (PA), algumas das localidades e acessos às margens ou próximas à BR-155 são as seguintes:
- Marabá - Ponto extremo norte, na interseção com as rodovias BR-222, BR-230 e BR-153.
  - Acesso a Itupiranga, Bom Jesus do Tocantins e São Domingos do Araguaia.
- Eldorado do Carajás - Interseção com a PA-275.
  - Acesso a Curionópolis e Parauapebas.
- Vila Rio Vermelho (Gogó da Onça) - Interseção com a PA-477.
  - Acesso a Piçarra e São Geraldo do Araguaia.
- Referencial rodoviário Posto 70 - Interseção com a PA-160.
  - Acesso a Canaã dos Carajás.
- Sapucaia.
- Xinguara - Interseção com a PA-279.
  - Acesso a Água Azul do Norte, Tucumã e São Félix do Xingu.
- Rio Maria.
- Referencial rodoviário Posto da Serra - Interseção com a Estrada do Creone/BR-158 (início do trecho sobreposto com a BR-158).
  - Acesso a Bannach.
- Referencial rodoviário Bambu - Interseção com a PA-449.
  - Acesso a Floresta do Araguaia.
- Pau D'Arco.
- Redenção - Ponto extremo sul, na interseção com as rodovias PA-287 e BR-158 (fim do trecho sobreposto com a BR-158).
  - Acesso a Cumaru do Norte, Santana do Araguaia e Conceição do Araguaia.